# Vector displacement
En infografia, vector displacement o vector displacement mapping és una tècnica per a simular punts amb coordenades tridimensionals. S'introdueix una imatge 2D en color en l'espai de representació tridimensional. D'aquesta manera, s'assigna els canals vermell, verd i blau a cadascun dels eixos tridimensionals. El programari confereix un valor de posició tridimensional (x, y i z) a cada vèrtex d'una malla poligonal. Podent-se moure qualsevol vèrtex en qualsevol direcció, en lloc de simplement amunt i avall com és el cas del displacement mapping. D'ús poc comú, normalment s'empra en pel·lícules, en objectes que requereixen molt detall i en models o parts de model que es poden repetir i reutilitzar com una barba o un nas.

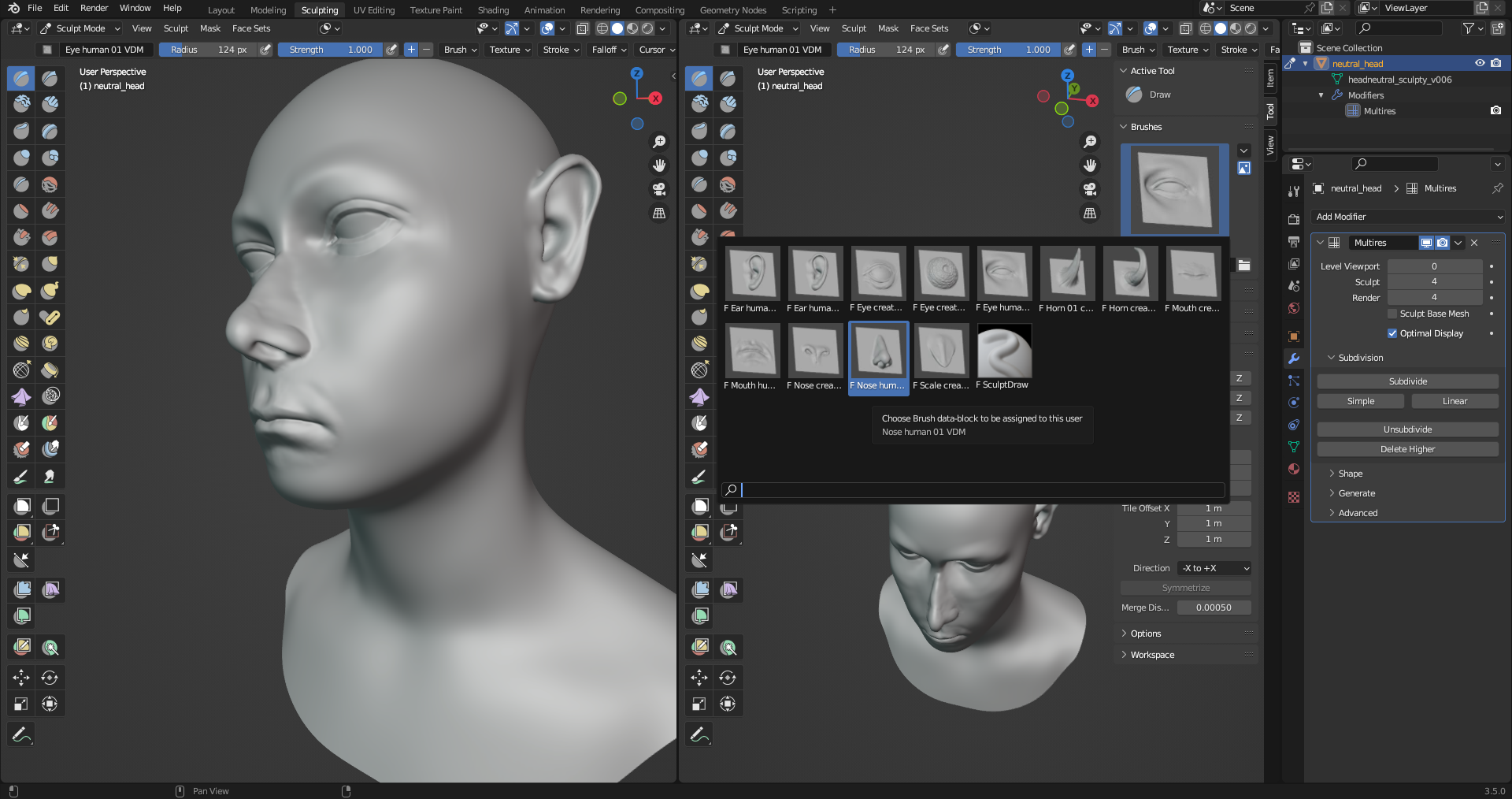
El vector displacement mapping s'empra a Blender des de la versió 3.5.
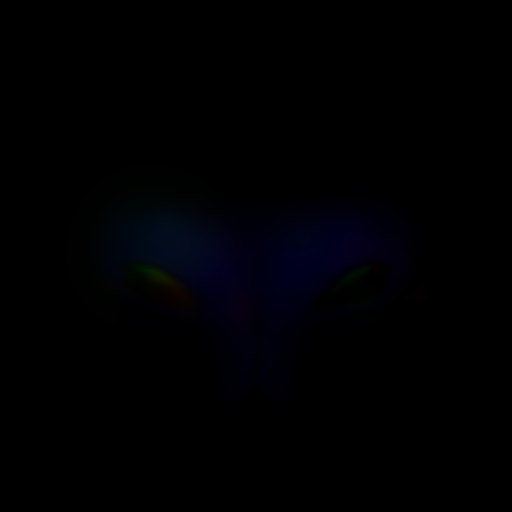
Imatge en dues dimensions d'un nas en format OpenEXR.